# Wonderland (álbum de Erasure)
Wonderland es el álbum debut del dueto inglés de synth pop Erasure, producido y publicado en 1986 por Mute Records en el Reino Unido y Sire Records en los Estados Unidos.
No tuvo un éxito inmediato. De hecho, el álbum solo alcanzó el puesto 71 del ranking británico. Los tres sencillos publicados no consiguieron entrar en el UK Singles Chart, ni el Billboard Hot 100 de los Estados Unidos. Hubo intenciones de que Say What fuera el cuarto corte pero finalmente se desestimó en pos de lanzar el sencillo del próximo álbum.
La exposición inicial de Erasure en los Estados Unidos se dio a través de las discotecas, llegando 2 de los sencillos al Top 10 del ranking Hot Dance/Club Play de la revista Billboard.
Vince Clarke originalmente había planeado trabajar con diferentes vocalistas para cada tema del álbum, sin embargo, debido a la química musical con Andy Bell, colaboraron en todo el álbum convirtiéndolo en una sociedad permanente. Al momento de su edición, muchos lo consideraron un fracaso, especialmente comparándolo con los éxitos previos de Clarke en Depeche Mode y en Yazoo. Las primeras críticas tildaban a Bell de imitador de Alison Moyet.
A más de dos décadas de su lanzamiento, Wonderland es reconocido como un ejemplo clásico de synth pop de mitad de los 80s y es apreciado como la etapa inicial de uno de los actos más duraderos de la música electrónica.

## Listado de canciones
El álbum apareció en tres formatos, el estándar en disco de vinilo, en formato digital de disco compacto y en casete de cinta magnética de audio. El original inglés en vinilo refleja el contenido estándar. Al haber aparecido en la época en la cual emergía el formato digital, las ediciones en CD contenían agregados a manera de bonos exclusivos.
Edición americana en LP
Si bien normalmente la edición europea se considera la epónima, en este caso la edición americana fue la primera que se dio a conocer.

| Lado A |                            |               |          |  |
| N.º    | Título                     | Escritor(es)  | Duración |  |
| 1.     | «Who Needs Love Like That» | Vince Clarke  | 3:18     |  |
| 2.     | «Reunion»                  | (Clarke/Bell) | 3:24     |  |
| 3.     | «Cry So Easy»              | Andy Bell     | 3:35     |  |
| 4.     | «Senseless»                | (Clarke/Bell) | 3:26     |  |
| 5.     | «Heavenly Action»          | (Clarke/Bell) | 3:30     |  |

| Lado B |                          |               |          |  |
| N.º    | Título                   | Escritor(es)  | Duración |  |
| 1.     | «Say What»               | (Clarke/Bell) | 3:55     |  |
| 2.     | «Love is a Loser»        | (Clarke/Bell) | 3:02     |  |
| 3.     | «March on Down the Line» | (Clarke/Bell) | 3:48     |  |
| 4.     | «My Hearth… So Blue»     | Vince Clarke  | 4:30     |  |
| 5.     | «Oh L'Amour»             | (Clarke/Bell) | 3:24     |  |

Edición inglesa en LP
Si bien normalmente la edición europea se considera la epónima, en este caso la edición americana fue la primera que se dio a conocer.

| Lado A |                            |               |          |  |
| N.º    | Título                     | Escritor(es)  | Duración |  |
| 1.     | «Who Needs Love Like That» | Vince Clarke  | 3:18     |  |
| 2.     | «Reunion»                  | (Clarke/Bell) | 3:24     |  |
| 3.     | «Cry So Easy»              | Andy Bell     | 3:35     |  |
| 4.     | «Push Me Shove Me»         | Vince Clarke  | 5:10     |  |
| 5.     | «Heavenly Action»          | (Clarke/Bell) | 3:30     |  |

| Lado B |                      |               |          |  |
| N.º    | Título               | Escritor(es)  | Duración |  |
| 1.     | «Say What»           | (Clarke/Bell) | 3:55     |  |
| 2.     | «Love is a Loser»    | (Clarke/Bell) | 3:02     |  |
| 3.     | «Senseless»          | (Clarke/Bell) | 3:26     |  |
| 4.     | «My Hearth… So Blue» | Vince Clarke  | 4:30     |  |
| 5.     | «Oh L'Amour»         | (Clarke/Bell) | 3:24     |  |

| Pista adicional en lado B de la edición europea |          |               |          |  |
| N.º                                             | Título   | Escritor(es)  | Duración |  |
| 6.                                              | «Pistol» | (Clarke/Bell) | 3:29     |  |

Edición americana en CD
Contiene adicionalmente lados B pues el formato era aún una suerte de edición de lujo.

| Wonderland |                                                        |          |  |
| N.º        | Título                                                 | Duración |  |
| 1.         | «Who Needs Love Like That»                             | 3:18     |  |
| 2.         | «Reunion»                                              | 3:24     |  |
| 3.         | «Cry So Easy»                                          | 3:35     |  |
| 4.         | «Push Me Shove Me»                                     | 5:10     |  |
| 5.         | «Heavenly Action»                                      | 3:30     |  |
| 6.         | «Say What»                                             | 3:55     |  |
| 7.         | «Love is a Loser»                                      | 3:02     |  |
| 8.         | «Senseless»                                            | 3:26     |  |
| 9.         | «My Hearth… So Blue»                                   | 4:30     |  |
| 10.        | «Oh L'Amour»                                           | 3:24     |  |
| 11.        | «Who Needs Love Like That» (The Love That Mix Version) | 6:08     |  |
| 12.        | «Oh L'Amour» (PWL Funky Sisters Say 'Ooh La La')       | 7:12     |  |

Edición europea en CD
Contiene también lados B adicionales, pero distintos a los de la edición americana.

| Wonderland |                                             |          |  |
| N.º        | Título                                      | Duración |  |
| 1.         | «Who Needs Love Like That»                  | 3:18     |  |
| 2.         | «Reunion»                                   | 3:24     |  |
| 3.         | «Cry So Easy»                               | 3:35     |  |
| 4.         | «Push Me Shove Me»                          | 5:10     |  |
| 5.         | «Heavenly Action»                           | 3:30     |  |
| 6.         | «Say What»                                  | 3:55     |  |
| 7.         | «Love is a Loser»                           | 3:02     |  |
| 8.         | «Senseless»                                 | 3:26     |  |
| 9.         | «My Hearth… So Blue»                        | 4:30     |  |
| 10.        | «Oh L'Amour»                                | 3:24     |  |
| 11.        | «Pistol»                                    | 3:29     |  |
| 12.        | «Say What» (Remix, por Flood)               | 7:21     |  |
| 13.        | «March on Down the Line» (Remix, por Flood) | 6:06     |  |
| 14.        | «Senseless» (Remix, por Flood)              | 5:06     |  |

Las correspondientes ediciones en casete, contenían los temas de sus correlativos en LP.

## Créditos
Todos los temas escritos por Clarke/Bell, excepto los indicados.
- Maurice Michael participa tocando la guitarra eléctrica en Who Needs Love Like That.
- Dave Foste participa tocando el bajo en Heavenly Action.
- Gary Barnacle participa tocando el saxofón en Pistol
- The Stomp Crew participan haciendo coros en Say What

## Ubicación en las listas
Wonderland alcanzó el puesto 71 del ranking británico y el puesto 20 en Alemania pero no llegó a ranquear en los Estados Unidos. Años más tarde, en plena masividad logró el púesto número 9 en la Argentina.

## Wonderland - Edición 2011
En 2011, aprovechando la gira mundial que está realizando Erasure, se editó una versión remasterizada de Wonderland con un CD que contiene el listado original.

Además, Wonderland, edición 2011 viene acompañado por un CD extra y un DVD.

El CD extra contiene todos los lados B que aparecían en los sencillos, algunas mezclas y registros de sesiones.

El DVD, cuenta con los videos promocionales del álbum, junto con el recital Live at Karlsson, Stockholm, un concierto inédito que fue filmado el 8 de agosto de 1986, en Suecia.
 Este show forma parte de su primera gira se tituló  Wonderland Tour.
Una edición similar, se realizó al mismo tiempo para The Circus, el segundo álbum de la banda.
| CD Original remasterizado 1. Who Needs Love Like That 2. Reunion 3. Cry So Easy 4. Push Me Shove Me 5. Heavenly Action 6. Say What 7. Love Is A Loser 8. Senseless 9. My Heart… So Blue 10. Oh L'Amour 11. Pistol 12. Say What (Remix) 13. March On Down The Line (Remix) 14. Senseless (Remix) | Lados B, mezclas y sesiones 1. Who Needs Love Like That (Mexican Mix) 2. Push Me Shove Me (Extended As Far As Possible Mix) 3. Don't Say No (Ruby Red Mix) 4. Heavenly Action (12" Mix) 5. March On Down The Line 6. Oh L'Amour (PWL Funky Sisters Say 'Ooh La La') 7. Gimme! Gimme! Gimme! (Remix) 8. Cry So Easy (Radio 1 Session: Bruno Brookes, 15/11/85) 9. Who Needs Love Like That (Radio 1 Session: Bruno Brookes, 15/11/85) 10. Senseless (Radio 1 Session, 5/12/85) 11. Heavenly Action (Radio 1 Session, 5/12/85) 12. Say What? (Radio 1 Session, 5/12/85) 13. Push Me Shove Me (Radio 1 Session, 5/12/85) |

Videos promocionales, presentaciones en vivo y extras
1. Who Needs Love Like That (promo video)
2. Heavenly Action (promo video)
3. Oh L'Amour (promo video)

Live at Karlsson, Stockholm, grabado en vivo en Karlsson, Estocolmo el 08/08/1986
1. Pistol
2. Senseless
3. Heavenly Action
4. Reunion
5. Sometimes
6. Who Needs Love Like That
7. Cry So Easy
8. My Heart…So Blue
9. March On Down The Line
10. Say What
11. Sexuality
12. Oh L'Amour
13. Push Me Shove Me
14. Gimme! Gimme! Gimme!

- Coros: Derek Ian Smith y Jim Burkman